# Dipoena hana
Dipoena hana är en spindelart som beskrevs av Zhu 1998. Dipoena hana ingår i släktet Dipoena och familjen klotspindlar. Inga underarter finns listade i Catalogue of Life.